# أنتوني كويل
أنتوني كويل (بالإنجليزية: Anthony Quayle )‏ (و. 1913 – 1989 م) هو ممثل مسرحي، وممثل أفلام، وكاتب بريطاني، توفي في لندن، عن عمر يناهز 76 عاماً، بسبب سرطان الكبد، وسرطانة الخلية الكبدية.

## التعليم
تعلم في الأكاديمية الملكية للفنون المسرحية، في تخصص تمثيل (حتى 1933)، ومدرسة رغبي ‏.

## الخدمة العسكرية
خدم في الجيش البريطاني.

## جوائز وترشيحات
حصل على جوائز منها:
- جائزة الأوسكار لأفضل ممثل مساعد، عن عمل: آن ذات الألف يوم (1969)
- جائزة توني لأفضل ممثل في مسرحية [الإنجليزية]‏ (1956)

ترشح لـ:
- جائزة الأوسكار لأفضل ممثل مساعد، عن عمل: آن ذات الألف يوم (1969)
- جائزة توني لأفضل ممثل في مسرحية  [لغات أخرى]‏ (1956).

## وصلات خارجية
- أنتوني كويل على موقع IMDb (الإنجليزية)
- أنتوني كويل على موقع الموسوعة البريطانية (الإنجليزية)
- أنتوني كويل على موقع روتن توميتوز (الإنجليزية)
- أنتوني كويل على موقع ألو سيني (الفرنسية)
- أنتوني كويل على موقع ميوزك برينز (الإنجليزية)
- أنتوني كويل على موقع تيرنر كلاسيك موفيز (الإنجليزية)
- أنتوني كويل على موقع أول موفي (الإنجليزية)
- أنتوني كويل على موقع قاعدة بيانات برودواي على الإنترنت (الإنجليزية)
- أنتوني كويل على موقع قاعدة بيانات الأفلام السويدية (السويدية)
- أنتوني كويل على موقع إن إن دي بي (الإنجليزية)